# Carrollton, Texas
Carrollton là một thành phố thuộc quận Denton, tiểu bang Texas, Hoa Kỳ. Năm 2010, dân số của xã này là 119097 người.

## Dân số
- Dân số năm 2000: 109576 người.
- Dân số năm 2010: 119097 người.